# SS Gaelic (1872)
El SS Gaelic fue un buque de vapor de la White Star Line, construido por los astilleros Harland and Wolff de Belfast.
El Gaelic (más tarde Hugo) fue originalmente uno de los dos buques construidos por Harland and Wolff para la J.J. Bibby Company de Liverpool. Junto con su gemelo, rebautizado SS Belgic, fue adquirido durante su construcción por la White Star para sus rutas sudamericanas. Fue botado el 21 de septiembre de 1872. Terminado el 7 de enero de 1873, realizó su viaje inaugural de Liverpool a Valparaíso el 29 de enero. Sin embargo, la White Star decidió abandonar esta ruta poco después y fue transferido a la ruta Liverpool-Nueva York, realizando su primer viaje el 10 de julio de 1873. El Gaelic realizó ocho viajes de ida y vuelta en esta ruta.
El 15 de enero de 1874, mientras realizaba una travesía hacia el este, acudió en ayuda del buque más grande de la White Star, el SS Celtic, cuando este último perdió las palas de su hélice tras chocar contra unos restos en el Mar de Irlanda. Remolcó al Celtic hasta Queenstown. Del 3 de junio al 2 de noviembre de 1874, realizó cuatro viajes de ida y vuelta entre Londres y Nueva York, reanudando su ruta original el 24 de diciembre de ese año. En esta ocasión, realizó dos viajes de ida y vuelta.
Después de que el Britannic y el Germanic entraran en servicio en 1874 y 1875, los nuevos buques, más rápidos y más grandes, hicieron que todos los buques anteriores de la White Star fueran obsoletos, incluido el Gaelic. El 29 de mayo de 1875, el Gaelic, junto con su gemelo el Belgic y el primer buque de la compañía, el Oceanic, fue fletado a la Occidental and Oriental Steamship Company para sus rutas por el Pacífico. El 20 de noviembre se vio sorprendido por un vendaval que dañó la parte posterior del puente de mando y destruyó la vela trinquete. El 11 de mayo de 1883, mientras navegaba de San Francisco a Hong Kong, el Gaelic recaló en el puerto chino de Hankow tras perder el eje de la hélice; probablemente se vio obligado a completar su viaje a vela.
Ese mismo año fue vendido por 30.000 libras, junto con el Belgic, a la compañía de Navegación la Flecha de Bilbao y rebautizado como SS Hugo. Tras encallar en la isla holandesa de Terschelling el 24 de septiembre de 1896, fue declarado siniestro total. Tras ser reflotado, fue subastado como chatarra el 9 de diciembre de 1896 y remolcado a Amsterdam, donde fue desguazado.